# Stazione di Osimo-Castelfidardo
Stazione di Osimo-Castelfidardo vasútállomás Olaszországban, Marche régióban, Osimo településen.

## Vasútvonalak
Az állomást az alábbi vasútvonalak érintik:
- Ancona–Lecce-vasútvonal

## Kapcsolódó állomások
A vasútállomáshoz az alábbi állomások vannak a legközelebb: 
- Stazione di Loreto
- Stazione di Camerano-Aspio